# 巴彦塔拉镇 (镶黄旗)
巴彦塔拉镇，是中华人民共和国内蒙古自治区锡林郭勒盟镶黄旗下辖的一个乡镇级行政单位。

## 行政区划
巴彦塔拉镇下辖以下地区：
巴嘎达布苏嘎查、塔林乌苏嘎查、霍布尔嘎查、赛乌苏嘎查、苏吉音高勒嘎查、敖包音高勒嘎查、古斯贵嘎查、浑都伦嘎查、呼尔敦高勒嘎查、伊和德日苏嘎查、模日格其嘎查、汗乌拉嘎查、伊和呼都嘎嘎查、哈那乌拉嘎查、古日班呼都嘎嘎查、音图嘎查、哈登胡舒嘎查、羊房沟嘎查、赛乌苏浩特嘎查、乌兰图嘎嘎查和查布嘎查。